# 2-己醇
2-己醇，是一種醇類的有機化合物，是在二號碳上接羥基的己醇。它的化學式是C6H13OH、示性式是C4H9CH(OH)CH3，是正己醇的一種異構物。 2-己醇有一個手性中心，故存在光學異構物